# أخطبوط سباعي الأذرع
أخطبوط سباعي الأذرع (الاسم العلمي: Haliphron atlanticus)، هو نوع من الرخويات تتبع رتبة الأخطبوطيات ضمن طائفة رأسيات القدم. وهو أصنوفة أحادية الطراز إذ أنه النوع الوحيد في جنسه وفصيلته. هو أحد نوعين من أكبر أنواع الأخطبوطيات بجانب أخطبوط المحيط الهادئ العملاق. بلغ أقصى طول له حوالي 3.5 متر. وتبلغ كتلته بالعادة 75 كيلو غرام.